# Тарасов, Николай Ефимович
Николай Ефимович Тарасов (псевдоним — «Иван Соболев»; 9 мая 1904, Пуктыш, Оренбургская губерния — неизвестно) — майор (по немецким данным — подполковник) РККА, в 1942 году попал в плен, добровольно перешёл на сторону Германии и стал полковником РОА, а последние годы жил под чужим именем во Франции.

## Биография
Николай Тарасов родился 9 мая 1904 года в семье священника в селе Пуктыш Чумлякской волости Челябинского уезда Оренбургской губернии, ныне село — административный центр Пуктышского сельсовета Щучанского района Курганской области. Учился в семинарии.
Во время Гражданской войны был на стороне белых, служил в Русской армии Колчака. После разгрома армии вернулся к родителям и продолжил обучение.
Поступил на службу в Рабоче-крестьянскую Красную Армию в августе 1921 года. С 1921 по 1924 год учился в военной школе в Вятке (ныне Киров). Окончил в звании младшего лейтенанта с оценкой «отлично». Стал командиром взвода в 14-й Московской дивизии во Владимире.
С 1926 года обучался в Москве на Военных курсах переподготовки офицеров, был оставлен на должности командира роты. 25 октября 1929 года Тарасов женился на Любови Владимировне Келлер, дочери «военспеца» начдива В. И. Келлера. С 1930 года совершил под одним данным 135, по другим 170 прыжков с парашютом, имел звание мастера парашютного спорта СССР. Заочно окончил Специальный факультет Военной академии РККА имени М. В. Фрунзе. Член ВКП(б).
В 1932—1934 годах был адъютантом командующего Байкальской группы Особой Краснознаменной Дальневосточной армии полковника Б. С. Горбачева.
В 1934 году назначен командиром 3-го Особого батальона АДС, сформированного в городе Спасск-Дальний Дальневосточного края на базе батальона Особого назначения, передислоцированного из г. Харькова. В 1936 году 3-й особый батальон преобразован в 5-й авиадесантный полк, командиром был назначен капитан Тарасов Н. Е. В 1937 году полк под его командованием был переформирован в 211-ю воздушно-десантную бригаду общей численностью 1689 чел. с пунктом дислокации Черниговка, Тарасову присвоено звание майор.
В 1937 г. родился его сын Валерий Николаевич Тарасов, впоследствии известный в СССР журналист.
25 октября 1937 года арестован по обвинению в принадлежности к контрреволюционной организации. Во время тюремного заключения он содержался в городе Ворошилове в одиночной камере. 6 ноября 1939 года дело прекращено, освобождён, но на военной службе не восстановлен, работал парашютным инструктором. Контакты с женой и с дочерью Ириной после освобождения не поддерживал.
До 15 февраля 1941 года работал в Мелитопольской военной авиационной школе стрелков-бомбардиров ВВС СССР.
24 июня 1941 года призван в армию в звании майора. 4 сентября 1941 года ему было поручено формирование 1-й маневренной воздушно-десантной бригады (1-й МВДБР).
В начале марта 1942 года в ходе Демянской десантной операции 1-я МВДБР под командованием Тарасова на лыжах направлена в тыл врага с целью скорейшего уничтожения окружённой Демянской группировки немецких войск. Бригада насчитывала только 2600 чел. (из 3000 по штату).
Рейд десанта успеха не имел. 8 апреля 1942 года при попытке прорыва к своим Тарасов был ранен. Очевидец, описывая тот день сообщил, что при попытке прорыва 8 апреля комбриг (Тарасов) решил идти в последней группе. По ней был открыт пулеметный и автоматный огонь, комбриг был сначала ранен в руку, а затем «как-то вздрогнул и прекратил движение… Я подполз вплотную к командиру и стал спрашивать — что с ним? Ответа не последовало. Он лежал не шевелясь, уткнувшись головой в снег». Так как никто не был в состоянии оттащить тело комбрига, его оставили там, где тот был ранен (возможно они решили, что уже мертв).
Тарасов выжил и попал в плен. Протокол допроса, проведенного обер-лейтенантом Юргеном фон Вальдерзее из разведотдела 123-й пехотной дивизии, датированный 8 апреля 1942 года (то есть днем пленения Тарасова) заканчивается следующими словами:

«На основании своего прошлого Тарасов назвал себя противником большевизма. Он спросил, не может ли он предоставить себя для активной борьбы против большевизма. Он считает, что может сослужить Германии хорошую службу, так как у него повсюду есть люди, которые будут работать на него. В России по сей день ещё есть революционные антисталинские движения. Он предлагает подобрать кадры в русских лагерях военнопленных, и создать из них легион для борьбы с большевизмом. Он просил бы располагать им для этой задачи. Узнав, что его перевезут самолётом в Дно, он попросил, чтобы в случае вынужденной посадки на русской территории он был бы расстрелян сопровождающими его офицерами прежде, чем попадет в руки русских — Тарасов ранен, и поэтому ему трудно передвигаться самому».
29 июня 1942 года отправлен в Шталаг III D (Штеглиц, Берлин) и доставлен 10 июля 1942 года, где стал военнопленным № 15272.
7 февраля 1945 года приказом Главного управления кадров НКО СССР из категории пропавших без вести был переведен в категорию находящихся в плену по справке вх. № 007283 от 20 октября 1944 года по секретариату начальника ГУК НКО.
Военнопленный подполковник Тарасов дал согласие на сотрудничество с РОА, где работал под псевдонимом Иван Соболев. Получил звание полковника РОА). Являлся начальником контрразведывательной школы РОА в Летцене с апреля 1943 по сентябрь 1944 г.г., позднее начальник отдела кадров Главного штаба русских добровольческих подразделений в Германии.
2 мая 1945 года, вместе с частью 1-й Русской национальной армии Б. А. Смысловского, перешёл границу Лихтенштейна, на территории которого была интернирована часть Смысловского, вместе с Тарасовым. Лихтенштейн отказался выдать СССР Смысловского и его подчинённых, поэтому Тарасов сумел избежать возвращения в СССР.
1 августа 1945 года под именем Ивана-Бориса Соболева (Jwan-Boris Soboleff) покинул Лихтенштейн) вместе с супругой Александрой Соболевой и ещё несколькими лицами (список лиц: Jwan-Boris Soboleff, Alexandra Soboleff, Georg Bobrikoff, Valentina Bobrikoff, их служанка Jua Selenina).
Как установил историк И. Р. Петров, в послевоенные годы Тарасов под именем «Соболев», выдавая себя за выходца из Польши, прожил долгую жизнь.

## Награды
- Орден «Знак Почёта», 1936 год, за выдающиеся успехи в боевой, политической и технической подготовке.
- Мастер парашютного спорта СССР, 1936 год.

## Семья
- Жена (с 25 октября 1929 года) Любовь Владимировна (?—1994), дочь «военспеца» начдива Владимира Ивановича Келлера, из рода графов Келлеров.
  - Дочь Ирина (?—2004)[8]. Замуж не выходила, потомков не оставила[9].
  - Сын Валерий Николаевич Тарасов (1937—2010), журналист, жил в Новосибирске, путешествовал по регионам СССР[7].
- Вторая жена — Александра (познакомились во время службы Тарасова в РОА, после войны жила с ним во Франции)[7].